# Platycheirus rarus
Platycheirus rarus är en tvåvingeart som beskrevs av Violovitsh 1978. Platycheirus rarus ingår i släktet fotblomflugor, och familjen blomflugor. Inga underarter finns listade i Catalogue of Life.